# 염화 수은(II)
염화 수은(II)(Mercury(II) chloride)는 화학식 HgCl2을 갖는 수은 및 염소의 무기 화합물이다. 백색 결정 고체이며 실험실 시약이며 인간에게 매우 독성이 강한 분자 화합물이다. 한때 매독 치료에 사용된 적이 있으나 지금은 수은 중독을 이유로 더 이상 의료 목적으로 사용되지 않는다.

## 합성
Hg2(NO3)2 + 4 HCl →  2 HgCl2 + 2 H2O + 2 NO2